# James Schureman

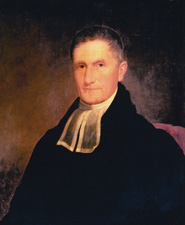
James Schureman

James Schureman, född 12 februari 1756 i New Brunswick, New Jersey, död 22 januari 1824 i New Brunswick, New Jersey, var en amerikansk politiker (federalist). Han representerade delstaten New Jersey i båda kamrarna av USA:s kongress, i representanthuset 1789-1791, 1797-1799 samt 1813-1815 och i senaten 1799-1801. Han var borgmästare i New Brunswick 1801-1813 och från 1821 fram till sin död.
Schureman utexaminerades 1775 från Queen's College (numera Rutgers University). Han deltog i amerikanska revolutionskriget och blev 1776 tillfångatagen i slaget vid Long Island. Han rymde 1777 ur sin krigsfångenskap och återgick i de kontinentala truppernas led. Han var ledamot av kontinentala kongressen 1786-1787.
Schureman blev invald i USA:s första kongress 1789-1791. Han var sedan ledamot av representanthuset på nytt i den femte kongressen. Han efterträdde 1799 Franklin Davenport som senator för New Jersey. Han avgick 1801 för att tillträda som borgmästare i New Brunswick. Efter tolv år som borgmästare var han i ytterligare två år i USA:s representanthus. Han kandiderade inte till omval i kongressvalet 1814. År 1821 tillträdde han igen ämbetet som borgmästare.
Schuremans grav finns på First Reformed Church Cemetery i New Brunswick.